# Egbert Eenoog
Egbert "Eenoog" (rond 932 - april 994) was een zoon van Wichman de oude uit het geslacht van de oude Billungers. Zijn moeder, ("Diederiksdochter"), was een niet met name genoemde dochter van de West-Saksische graaf Diederik en de Fries-Deense Reginhilde.

## Geschiedenis
Door zijn afkomst maakte Egbert Eenoog deel uit van de allerhoogste Saksische adel. Dit stelde hem in de gelegenheid om samen met zijn broer Wichman II tegen zijn neef koning Otto I in opstand te komen.. Bij de Liudolfingische opstand van 953-54 schaarde hij zich aan de zijde van Liudolf van Zwaben, de oudste zoon van Otto I de Grote en Editha van Wessex. Een van zijn grote vijanden was zijn oom Herman Billung, een van gunstelingen van Otto I de Grote.
Hij en zijn broer probeerden de Slavische stam van de Abodriten in 955 over te halen de wapens op te nemen tegen toen nog koning Otto I. Zij sloten een verbond met de Slavische leider Stoinef. Vlak daarna kreeg Otto I te maken met een grote Magyaarse inval in Beieren. Hierdoor werd Otto I gedwongen zijn aandacht over twee fronten te verdelen. Hij trok vanuit Oost-Saksen naar het zuiden om de Magyaren weerstand te bieden. De Liudofingische opstand leidde tot grote bloedbaden in Oost-Saksen. Tijdens de slag op het Lechveld behaalde het gecombineerde Duitse leger op 10 augustus 955, nadat zij aanvankelijk onder de voet dreigden te worden gelopen, echter een vernietigende overwinning op de Magyaren. Alle gevangen Magyaren, ook degenen die men voor losgeld had kunnen ruilen, werden terechtgesteld. De aandacht kon nu weer uitgaan naar de situatie in Oost-Saksen. Twee maanden later op 16 oktober 955, bij de slag aan de Raxa werden ook de Slavische troepen onder leiding van Stoilef vernietigend verslagen. Deze twee grote overwinningen in twee maanden en zijn directe familieband met Egbert stemden Otto I blijkbaar zeer mild. Egbert Eenoog was in staat om de consequenties voor zijn verraad te ontlopen. Dit in tegenstelling tot zijn Slavische bondgenoten die allen werden afgemaakt. Hij werd niet voor een gerecht van hoge edelen gedaagd, wel was hij enige tijd uit de gunst bij Otto I. In 957 werd hij weer in genade aangenomen. 
Ook na deze opstand bleef Egbert op het hoogste niveau actief in de politiek. Tijdens het bewind van keizer Otto II sloot hij zich aan bij de opstanden van 976 en 977 van zijn achterneef Hendrik II van Beieren (ook wel de "Ruziezoeker" genoemd). Bij de laatste opstand werd hij gevangengenomen. Hij werd nu wel berecht. In 978 werd hij als medeplichtige van Hendrik II van Beieren veroordeeld en onder verantwoordelijkheid van bisschop Folcmar, de bisschop van Utrecht opgesloten. Tot de dood van keizer Otto II in 983 bleef hij gevangen zitten.
Na de dood van keizer Otto II in 984 steunde hij de plannen van Hendrik II van Beieren om zich tot koning van Duitsland te laten verheffen. Hij gijzelde Adelheid, de dochter van Otto II en oudere zuster van keizer Otto III in de Alaburcht in de buurt van Goslar Adelheid, de latere abdis van de abdij van Quedlinburg was toen een jonge tiener. De Alaburcht werd daarop door zijn vijanden bestormd en verwoest.
Na de dood in 944 van zijn vader erfden zijn zonen zijn bezittingen en rechten. Hij werd graaf in de Amber- en de Derlingouw en voogd van het bisdom Münster. Tevens was hij heer van de Alaburcht. Omstreeks 960 verwierf Egbert Eenoog vermoedelijk op basis van erfgoederen die hem toegevallen uit de nalatenschap van zijn grootmoeder Reginhilde de grafelijke rechten in Midden-Frisia (het huidige Friesland). Zijn kleindochter Gertrude huwde kort na 1019 met de Brunoon Liudolf van Brunswijk, die vervolgens graaf in Midden-Frisia werd. De zonen Wichman III en Egbert Jr staan vermoedelijk op munten geslagen te Dokkum rond het jaar 1000, dat houdt o.a. in dat zij dan ook over bezittingen en (grafelijke) rechten beschikten in Midden-Frisia.

## Familie
Egbert Eenoog had ten minste drie zonen. 
- Egbert (jr) Billung, graaf in de Derlingouw (overleden vermoedelijk na 1030), vader van Gertrude (*ca 1005-1077), zij huwde kort na 1019 met Liudolf van Brunswijk. Gertrude was eerder, mogelijk nog als kind, gehuwd met Godschalk, zoon van graaf Ekkehard. In 1019 kwam het tot een echtscheiding bij een synode in Goslar onder leiding van de Duitse koning Hendrik II, de redenen voor de echtscheiding worden niet genoemd, maar in die tijd was het alleen mogelijk te scheiden als gehuwden te na waren in bloedverwantschap. Mogelijk is bovengenoemde graaf Ekkehard Ekhard I, als dit zo is dan klopt de grond van de scheiding want Egbert Jr Billung en de vrouw van graaf Ekkehard, Swanhild zijn neef en nicht. Dat het huwelijk van de Billungers Gertrude en Godschalk niet doorging kwam de Duitse koning Hendrik II goed uit, gezien dat de macht van de Billungers door dat huwelijk  nog sterker stond,  en de Billungers waren een grote concurrent van de Duitse koning om de macht in de Duitse gebieden en het koningschap.  Mogelijk dat Hendrik II de initiatiefnemer was van de scheidingprocedure om de macht van de Billungers in te perken. Het is mogelijk dat de opstanden van de Billungers in 1019 en 1020 (in 1020 op initiatief van Bernard II Billung) tegen de Duitse Koning het gevolg waren van de uitspraak van de echtscheidingsuitspraak van de synode .
- Wichman III (Wichman van Vreden), graaf van de Padergouw (vermoord 5 oktober 1016). Hij liet een minderjarige zoon na, die onder voogdij kwam van zijn neef Bernhard II Billung.
- Amelung, graaf in de Padergouw, voogd van de kerk van Paderborn (gestorven 1031) hij was gehuwd met Hidegundis von Saksen (Gravin in de Padergau). Zij was de dochter van Hahold III. Ze lieten 2 zonen na: Dodiko Graaf van de Hessengau, Nethergau en Ittergau, op de Warburg, Heer van Udenhausen en Grebenstein, Helmershausen tot Reinhardswalde en Immenhausen tot Holzhausen en Sigebode[3] Vazal van de Bisschop van Trier. Hij vestigde zich aldaar als Graaf aan de Are. Sigebode I werd de stamvader van de heren van Are.[4][5]